# Le Havre, Bassin du Roy
Le Havre, Bassin du Roy est un tableau réalisé en 1906 par le peintre français Othon Friesz.

## Description
Cette peinture à l'huile sur toile représente le Bassin du Roy au Havre.

## Histoire
Cette œuvre fait partie du fonds Léon Pédron, collectionneur et ami d'Othon Friesz. 
Il a été légué en 1979 au musée d'Art moderne André-Malraux par Madame Pomeranz, belle-sœur de Jean Pédron, le frère du collectionneur